# Parc naturel d'Izki
Le parc naturel d'Izki est situé dans l'est de la province d'Álava, dans la communauté autonome du Pays basque. L'altitude est de 700 à 800 mètres.

Izkiko natura parkea - Parque Natural de Izki
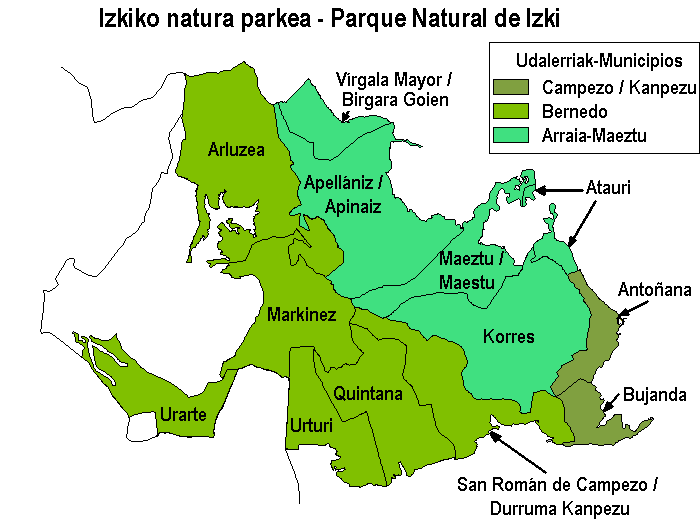
Les limites
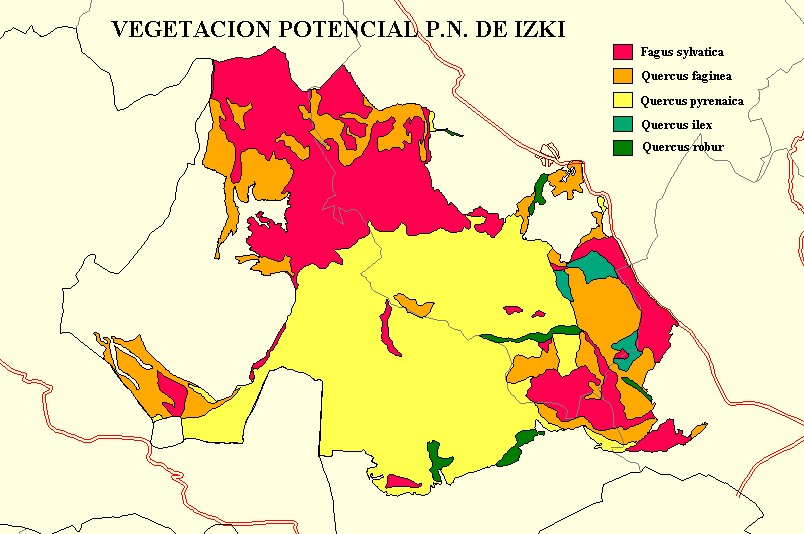
Végétation potentielle

Vues du parc naturel d'Izki
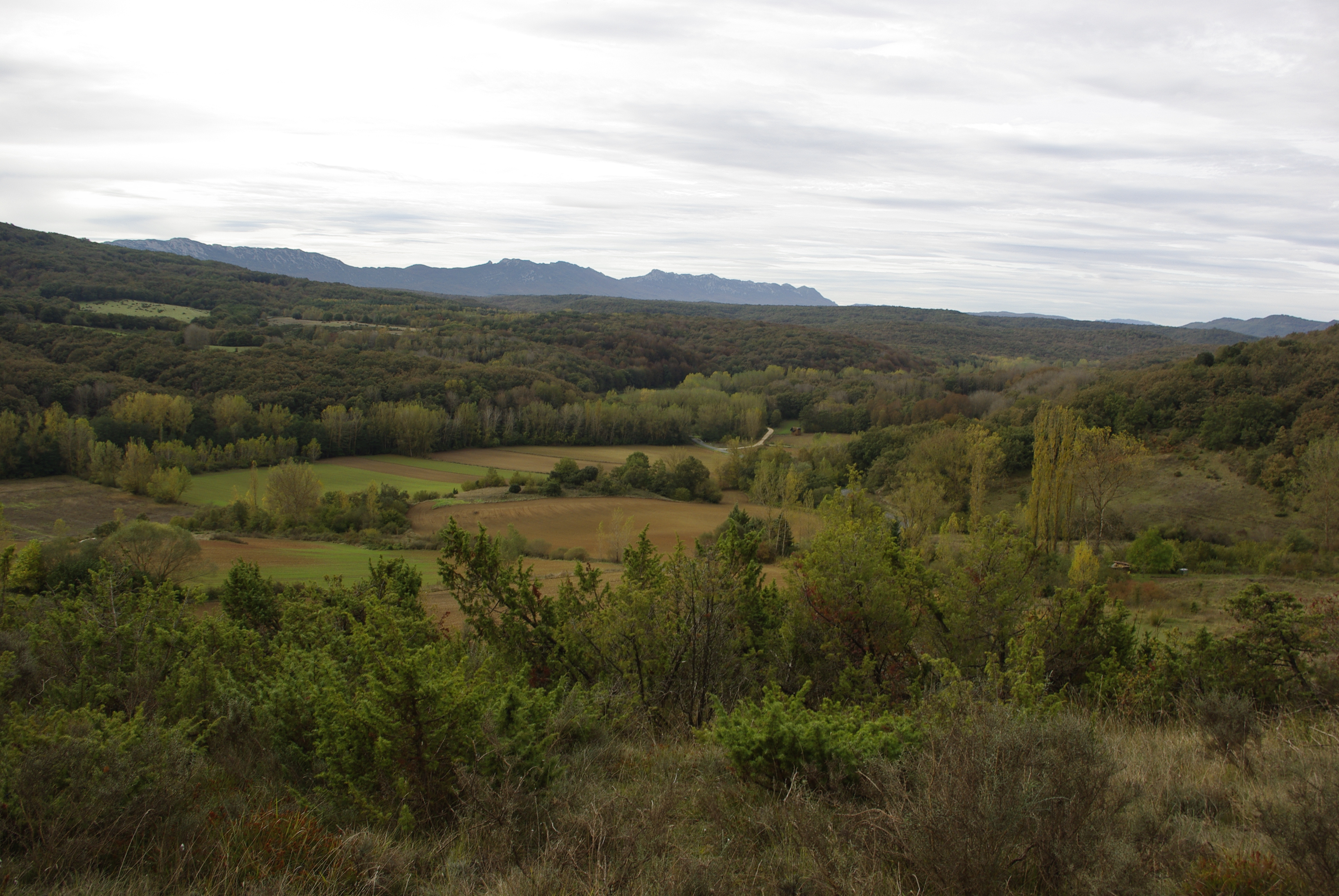
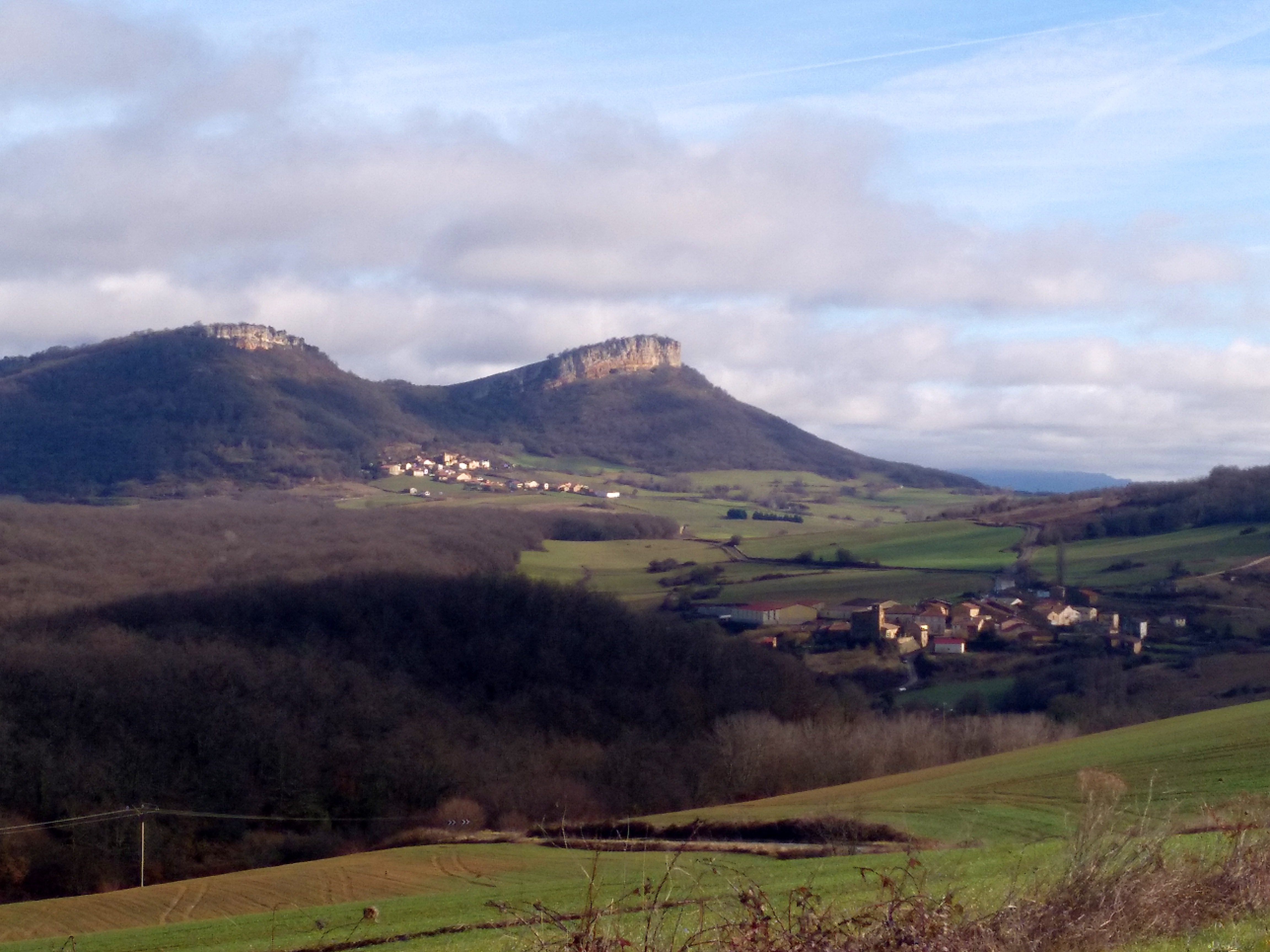
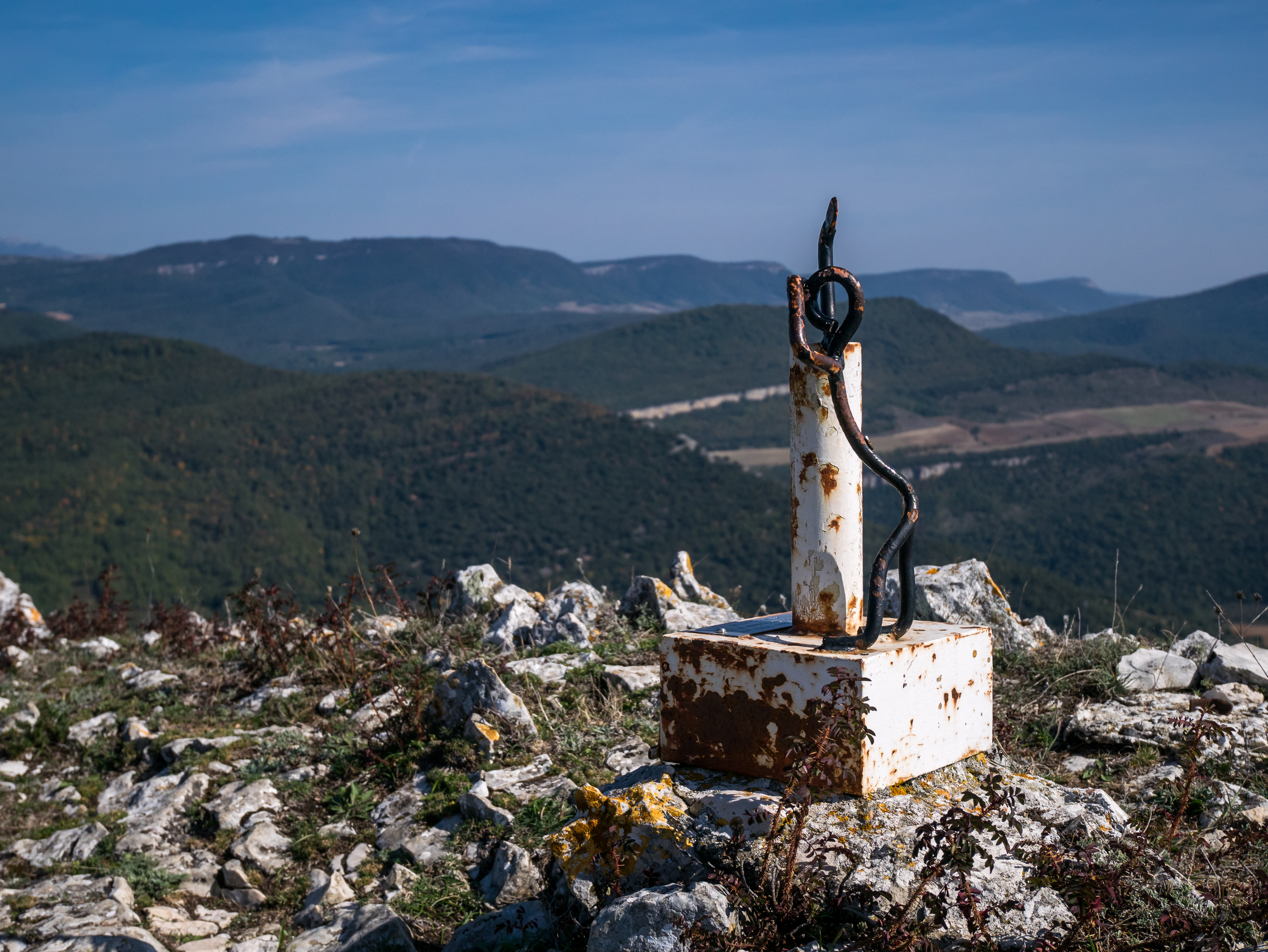
Sommet du Soila (eu)